# Henri-François de Treytorrens
Henri-François de Treytorrens (* 15. Oktober 1729 in Yverdon-les-Bains; † 15. April 1782 in Marseille) war ein Schweizer Händler und Reeder in Marseille, der sich insbesondere mit dem kolonialen Handel im Indischen Ozean befasste.

## Leben

### Familie
Henri-François de Treytorrens entstammte der Familie Treytorrens und war der Sohn von Jean-Rodolphe de Treytorrens (* 29. Januar 1686; † 23. August 1739), Offizier in niederländischen Diensten, später Untervogt von Yverdon, und dessen Ehefrau Henriette, die Tochter von Henri Jaccard, Hauptmann in französischen Diensten. Zu seinen Geschwistern gehörte unter anderem sein älterer Bruder David-Philippe de Treytorrens; sechs seiner Geschwister liessen sich dauerhaft oder vorübergehend im europäischen Ausland, vorwiegend in Marseille, oder in Übersee, in Batavia und Saint-Domingue, nieder.
Sein Cousin war der spätere Gouverneur der Provinz Québec, Frederick Haldimand.
Er heiratete Elisabeth d'Hauterive, mit der er eine Tochter, Henriette de Treytorrens, hatte, die vor 1801 geboren wurde.

### Geschäftliches Wirken
Henri-François de Treytorrens gründete gemeinsam mit seinem älteren Bruder Jean-Rodolphe de Treytorrens (1715–1791) und dem Genfer Kaufmann André Martin die Handelsgesellschaft Martin, de Treytorrens et Cie., die ihre Tätigkeit ab 1752 aufnahm. Während Jean-Rodolphe de Treytorrens Marseille nach kurzer Zeit verließ, übernahm Henri-François de Treytorrens die Leitung der Geschäfte und weitete diese im Laufe der Zeit weiter aus. Vermutlich ging er dafür eine Partnerschaft mit entfernten Verwandten aus dem Familienzweig der Treytorrens in Cudrefin ein: mit François de Treytorrens (1744–1800), der sich 1769 nachweislich in Marseille aufhielt, dessen Bruder Samuel-Henry de Treytorrens (1740–1823) sowie möglicherweise auch mit dem dritten Bruder Frédéric de Treytorrens (1742–1770).
Die Firma profitierte von der Aufhebung des Monopols der französischen Ostindienkompanie durch den König von Frankreich und konzentrierte sich Anfang der 1770er Jahre auf den Handel mit den französischen Überseegebieten, insbesondere der Ile de France (siehe Geschichte von Mauritius) und der Ile Bourbon, sowie den französischen Faktoreien in Indien, darunter Mahé, Karikal, Pondichery, Yanaon und Chandernagor.
Eines der bedeutendsten Schiffe der Gesellschaft war die Iris, eine 300-Tonnen-Fregatte, die 1773 zur jemenitischen Hafenstadt Mokka ausgesandt wurde, um Kaffee zu transportieren. Nachdem die Iris 1774 nach Lorient zurückgekehrt war, wurde sie 1777 von den Engländern gekapert, die in jener Zeit im Indischen Ozean mit Frankreich um die Kontrolle über die Handelsniederlassungen kämpften. Die Gesellschaft reagierte auf diese Gefahren, indem sie Schiffe mit bewaffneter Eskorte aus Marseille schickte. Ein Beispiel hierfür war die Résolue, eine Korvette, die 1780 im Hafen von Marseille auf die Militäreskorte aus Toulon wartete. Sie gehörte de Treytorrens' Handelsgesellschaft und war das letzte nachweislich von ihr ausgerüstete Schiff.
Laut den Nachlassakten Henri-François de Treytorrens' aus dem Jahr 1782 befand sich die Handelsgesellschaft zu diesem Zeitpunkt in einem wirtschaftlichen Niedergang. Obwohl nicht bekannt ist, ob Henri-François de Treytorrens als Reeder im transatlantischen Sklavenhandel involviert war, ist seine Rolle im kolonialen Handel im Indischen Ozean eindeutig dokumentiert.
Henri-François de Treytorrens starb 1782 in Marseille, und seine Tochter Henriette de Treytorrens erbte seinen Nachlass.